# Picot garser de Strickland
El picot garser de Strickland (Leuconotopicus stricklandi) és una espècie d'ocell de la família dels pícids (Picidae) que habita el bosc obert, principalment de roures o pins, a Jalisco, Michoacán, Districte Federal de Mèxic, estat de Morelos, estat de Puebla i Veracruz.